# Лозер
Лозер (фр. Lozère) департман је у јужној Француској. Припада региону Лангдок-Русијон, а главни град департмана (префектура) је Менд. Департман Лозер је означен редним бројем 48. Његова површина износи 5.167 км². По подацима из 2010. године у департману Лозер је живело 77.082 становника, а густина насељености је износила 15 становника по км².
Овај департман је административно подељен на:
- 2 округа
- 25 кантона и
- 185 општина.

## Демографија
| 2011.  |
| ------ |
| 77.156 |